# Logan Gerick
Logan Gerick (8 de septiembre de 1995) es un deportista estadounidense que compite en taekwondo. Ganó dos medallas de bronce en el Campeonato Panamericano de Taekwondo en los años 2014 y 2016.

## Palmarés internacional
| Campeonato Panamericano | Campeonato Panamericano | Campeonato Panamericano | Campeonato Panamericano |
| Año                     | Lugar                   | Medalla                 | Categoría               |
| ----------------------- | ----------------------- | ----------------------- | ----------------------- |
| 2014                    | Aguascalientes (México) | Medalla de bronce       | –54 kg                  |
| 2016                    | Querétaro (México)      | Medalla de bronce       | –58 kg                  |